# منصورآباد (کامفیروز)
منصورآباد (مرودشت)، روستایی باصری‌نشین از روستاهایبخش کامفیروز شهرستان مرودشت در استان فارس ایران است.
این روستا در کنار رودخانه بزرگ کُر قرار گرفته‌است و به دلیل اینکه در شیب ملایمی است دارای آب فراوانی برای کشاورزی است.که حاصل زحمات کشاورزان این روستا برنجی خوش عطر و  طعم و مطلوبیست که به سراسر کشور ارسال میگردد. 
این روستا هیچگونه کوهی در نزدیکی خود ندارد و تپه‌ای به نام (تُل احمد غریبی) در سمت بالای این روستا و در کنار رودخانه کُر وجود دارد که گویا در دوران قدیم یک دژ برای نگهبانی بوده که امروزه به مشتی خاک تبدیل شده‌است .

## جمعیت
این روستا در دهستان کامفیروز جنوبی قرار دارد و براساس سرشماری مرکز آمار ایران در سال ۱۳۸۵، جمعیت آن ۳۹۷ نفر (۸۵خانوار) بوده‌است.